# Docosia
Genre
Docosia est un genre d'insectes Diptères de la famille des Mycetophilidae. Ces mouches au corps sombre et velu, principalement holarctiques, sont, pour celles qui sont connues, mycophages.

## Description
Il s'agit de mouches uniformes de taille moyenne au corps sombre et aux ailes hyalines non marquées. Traditionnellement placé dans la sous-famille des Leiinae, en raison de la nervation des ailes avec une R1 courte et une rm transversale presque horizontale, Docosia est placé par les études moléculaires récentes au sein des Gnoristinae. Il se distingue des autres genres principalement par la nervation de ses ailes et par la particularité de ses genitalia mâles, où la plupart des espèces connues ont des cerques avec des peignes rétinaculés. Leur identification intragénérique est principalement basée sur les genitalia mâles et femelles,,.
Les données sur la biologie de Docosia sont rares, à l'exception de l'espèce mycophage commune Docosia gilvipes. Une espèce (Docosia fumosa) a été élevée à partir de nids de Merle noir.
Bien que Docosia soit un genre principalement holarctique, plusieurs espèces ont également été signalées dans les écozones néotropicale, afrotropicale et indomalaise. Au total, 32 espèces décrites sont actuellement connues en Europe.

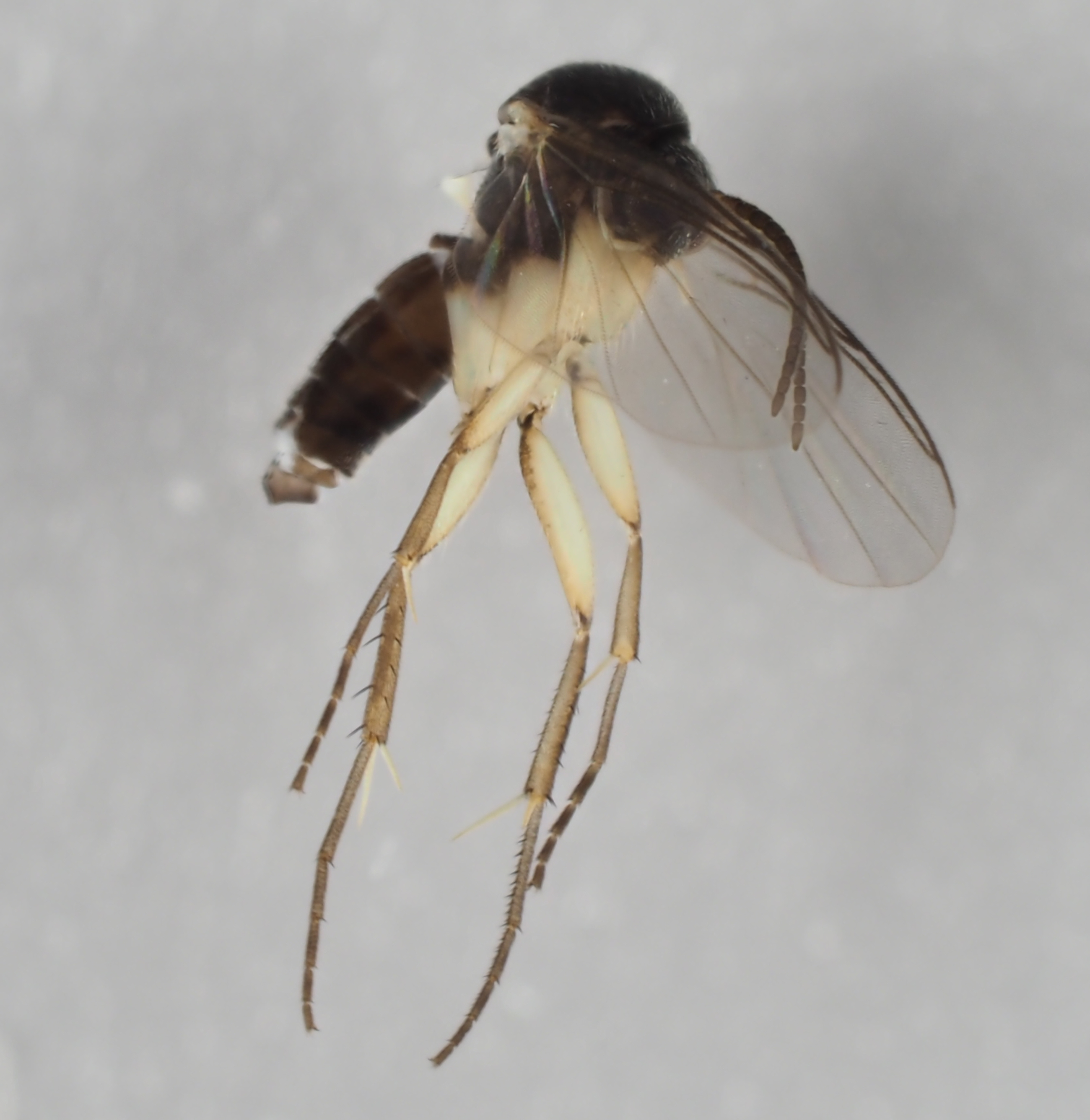
Docosia gilvipes

## Espèces européennes
Selon Fauna Europaea :
- Docosia canaripes
- Docosia carbonaria
- Docosia diutina
- Docosia flavicoxa
- Docosia fuerteventurae
- Docosia fumosa
- Docosia fuscipes
- Docosia gilvipes
- Docosia helveola
- Docosia lastovkai
- Docosia melita
- Docosia moravica
- Docosia morionella
- Docosia muelleri
- Docosia nigra
- Docosia pallipes
- Docosia sciarina
- Docosia setosa
- Docosia similis

## Ensemble des espèces
Selon Catalogue of Life :
- Docosia aceus Garrett, 1925
- Docosia adusta Oliveira & Amorim, 2012
- Docosia affinis Garrett, 1925
- Docosia agensiana Kurina, 2006
- Docosia antennata Becker, 1907
- Docosia apicula Garrett, 1925
- †Docosia archaica Meunier, 1916
- †Docosia baisae Blagoderov, 1998
- Docosia caniripes Chandler & Ribeiro, 1995
- Docosia carbonaria Edwards, 1941
- Docosia cephaloniae Chandler, 2006
- Docosia chandleri Ševčik & Laštovka, 2008
- Docosia columbiana Coher, 2000
- Docosia cuzcoensis Edwards, 1933
- Docosia defecta Van Duzee, 1928
- Docosia dialata Van Duzee, 1928
- Docosia dichroa Loew, 1870
- Docosia diutina Plassmann, 1996
- †Docosia elegantula Meunier, 1922
- Docosia enos Chandler, 2006
- Docosia expectata Laštovka, 2006
- Docosia flabellata Xu, Wu & Yu, 2003
- Docosia flavicoxa Strobl, 1900
- Docosia fuerteventurae Chandler & Ribeiro, 1995
- Docosia fumosa Edwards, 1925
- Docosia fuscipes (Roser, 1840)
- Docosia gilvipes (Walker, 1856)
- Docosia gutianshana Xu, Wu & Yu, 2003
- Docosia helveola Chandler, 1994
- Docosia helveoloides Zaitzev, 2011
- Docosia incolamontis Chandler, 1994
- Docosia inspicata Chandler, 1994
- Docosia juxtamontana Chandler, 1994
- Docosia kerkini Kurina & Ševčik, 2011
- Docosia laminosa Ostroverkhova, 1979
- Docosia landrocki Laštovka, 2006
- Docosia lastovkai Chandler, 1994
- Docosia laxa Xu, Wu & Yu, 2003
- Docosia matilei Ševčik
- Docosia meijerei Meunier, 1922
- Docosia melita Chandler & Gatt, 2000
- Docosia mongolica Laštovka & Matile, 1974
- Docosia monstrosa Xu, Wu & Yu, 2003
- Docosia montana Laštovka, 2006
- Docosia moravica Landrock, 1916
- Docosia morionella Mik, 1884
- Docosia mulleri Plassmann, 1986
- Docosia muranica Kurina & Ševčik, 2011
- Docosia nebulosa Garrett, 1925
- Docosia nigella Johannsen, 1912
- Docosia nigra Landrock, 1928
- Docosia nigrita Garrett, 1925
- Docosia nitida Johannsen, 1912
- Docosia obscura Coquillett, 1901
- Docosia pallipes Edwards, 1941
- Docosia pammela Edwards, 1933
- Docosia pannonica Laštovka, 2006
- Docosia paradichroa Fisher, 1937
- Docosia pasiphae Chandler, 2006
- †Docosia petiolata Meunier, 1904
- †Docosia pilosa Statz, 1944
- Docosia pseudogillvipes Kurina, 2008
- Docosia rameli Kurina & Ševčik, 2011
- Docosia rohaceki Ševčik, 2006
- Docosia sciarina (Meigen, 1830)
- Docosia selini Kurina, 2006
- Docosia setosa Landrock, 1916
- Docosia sibirica Ostroverkhova, 1979
- Docosia similis Garrett, 1925
- Docosia sinensis Xu, Wu & Yu, 2003
- Docosia sogetensis Kurina, 2006
- †Docosia subtilis Meunier, 1904
- †Docosia subvaria Meunier, 1916
- Docosia tibialis Laštovka, 2006
- Docosia turkmenica Zaitzev, 2011
- †Docosia uniciliata Meunier, 1916
- †Docosia varia Meunier, 1904
- Docosia vierecki Garrett, 1925
- Docosia yangi Xu, Wu & Yu, 2003
- †Docosia zaza Blagoderov, 1998

## Clefs de détermination
Il n'existe pas de clé exhaustive publiée pour couvrir toutes les espèces européennes. La plus complète, agrémentée par des illustrations détaillées des genitalia mâles et femelles, est celle de Laštovka&Ševčík. Pour l'identification des espèces méditerranéennes, il convient de consulter les publications de Chandler.
- Javier Blasco Zumeta, Peter J. Chandler, The fungus gnats (Dipetra, bolitophiliade, keroplatidae and myctophilidae) of the monegros region (Zaragoza, Spain) and five other new european species of pyratula Edwards and sciophila meigen, Revista aragonesa de entomología, ISSN 1131-933X, Nº. 9, 2001, págs. 1-24
- Chandler, P.J., Bechev, D.N., and Caspers, N., The fungus gnats (Diptera: Bolitophilidae, Didocidiidae, Keroplatidae and Mycetophilidae) of Greece, its islands and Cyprus. Studia Dipterologica, 12: 255-314, 2006
- Chandler, P.J. A dipterist’s handbook. Vol. 15. 2nd ed. The Amateur Entomologists’ Society, London, U.K, 2010
- P Laštovka, J Ševčík, A review of the Czech and Slovak species of Docosia Winnertz (Diptera: Mycetophilidae), with atlas of the male and female terminalia,  Čas. Slez. Muz. Opava (A), 2006
- (en) Jan Ševčík, David Kaspřák et Björn Rulik, « A new species of Docosia Winnertz from Central Europe, with DNA barcoding based on four gene markers (Diptera, Mycetophilidae) », ZooKeys, vol. 549,‎ 5 janvier 2016, p. 127–143 (ISSN 1313-2970, PMID 26843833, PMCID PMC4727484, DOI 10.3897/zookeys.549.6925, lire en ligne, consulté le 19 septembre 2021)